# Luz-Ardiden
Luz-Ardiden es una estación de deportes de invierno en los Pirineos, situada en la comuna de Luz-Saint-Sauveur, en el departamento de Hautes-Pyrénées, región de Midi-Pyrénées (Francia).

## Situación
Localizada a 14 km del centro de la ciudad, Luz-Ardiden (1700-2500 m s. n. m.) se extiende sobre un dominio de unas 100 hectáreas, incorporando 60 km de pistas balizadas de todos los niveles, y está dotada del más moderno equipamiento, incluyendo una pista de 135 m. para novatos.

## Historia

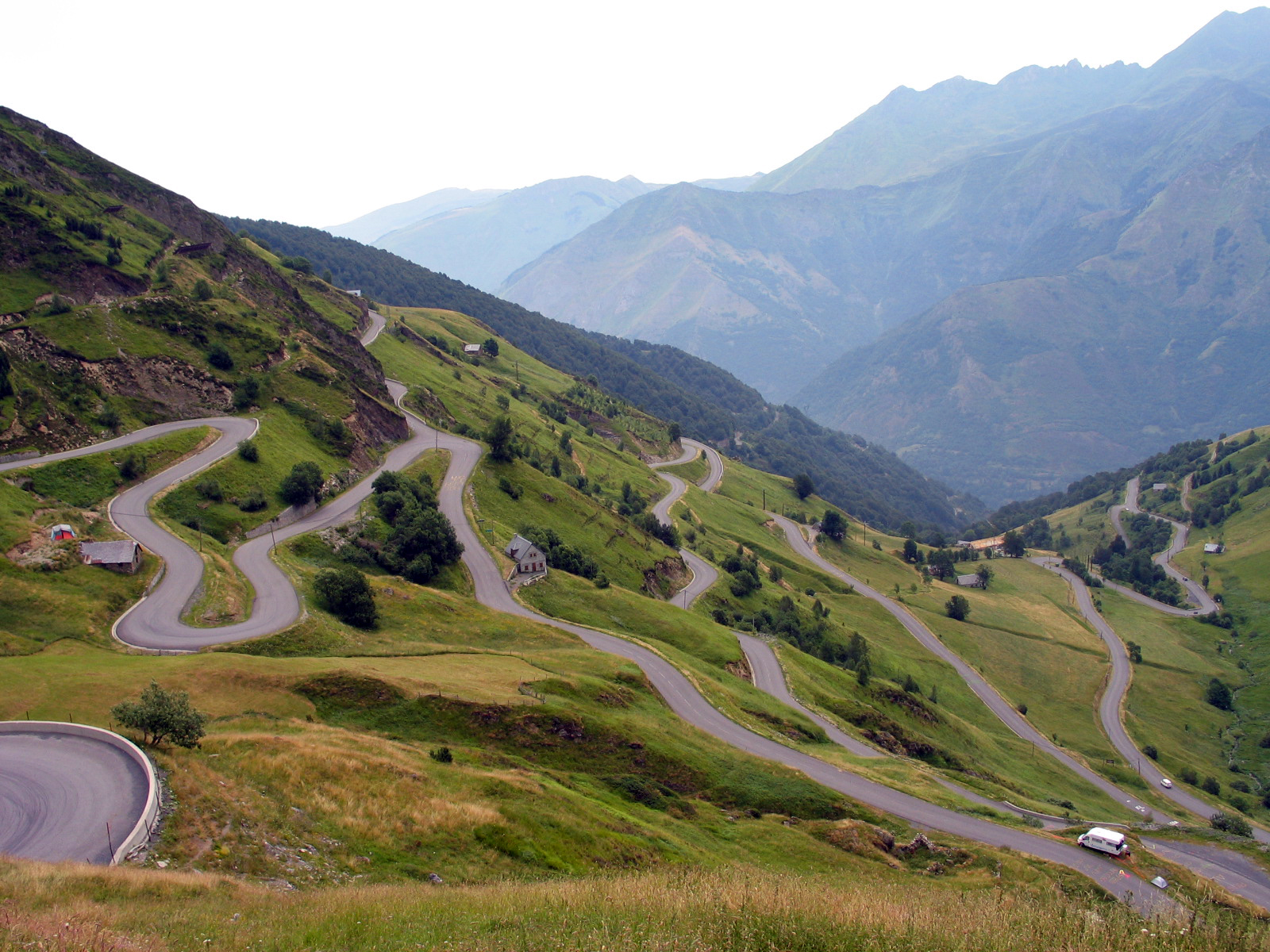
Panorámica de la carretera de ascenso a la estación de Luz Ardiden, a 14,7 km de Luz-Saint-Sauveur.

Esta estación debe su nombre al cercano pico de Ardiden, de 2988 m. Fue proyectada en 1966 por los ayuntamientos de las comunas de Luz-Saint-Sauveur, Grust, Sazos, Sassis y Viscos. Los trabajos comenzaron tras la apertura de la ruta desde Grust en 1970. Se inauguró el 16 de enero de 1975, con la puesta en funcionamiento de dos telesquíes en el sector de Béderet. El año siguiente se abrió el sector de Aulian.
El 1 de marzo de 1987 se produjo en la estación un grave accidente, al desplomarse parte de un telesilla, lo que ocasionó 6 muertos y 25 heridos graves.

## Luz-Ardiden en el Tour de Francia
Una de las mayores promociones para Luz-Ardiden ha sido su presencia como final de etapa en varias ediciones del Tour de Francia, que desde 1985 ha visitado en 9 ocasiones la estación.
Durante los 14,7 km que separan la estación de la localidad de Luz-Saint-Sauveur, los ciclistas ascienden de los 710 m s. n. m. a que se encuentra ésta hasta los 1700 m s. n. m. a que está instalada la meta, con una pendiente media del 6,9 % y una máxima del 10 % en algunas rampas.
Los principales datos de estas llegadas son los siguientes:
| Año  | Etapa | Categoría | Lugar de salida     | Distancia (km) | Vencedor de etapa  | Maillot amarillo   |
| ---- | ----- | --------- | ------------------- | -------------- | ------------------ | ------------------ |
| 1985 | 17    | HC        | Toulouse            | 209,5          | Pedro Delgado      | Bernard Hinault    |
| 1987 | 14    | HC        | Pau                 | 166            | Dag-Otto Lauritzen | Charly Mottet      |
| 1988 | 15    | HC        | Saint-Girons        | 187,5          | Laudelino Cubino   | Pedro Delgado      |
| 1990 | 16    | HC        | Blagnac             | 215            | Miguel Induráin    | Claudio Chiappucci |
| 1994 | 12    | HC        | Lourdes             | 204,5          | Richard Virenque   | Miguel Induráin    |
| 2001 | 14    | HC        | Tarbes              | 144            | Roberto Laiseka    | Lance Armstrong    |
| 2003 | 15    | HC        | Bagnères de Bigorre | 159,5          | Lance Armstrong    | Lance Armstrong    |
| 2011 | 12    | HC        | Cugnaux             | 211            | Samuel Sánchez     | Thomas Voeckler    |
| 2021 | 18    | HC        | Pau                 | 130            | Tadej Pogačar      | Tadej Pogačar      |

### Vuelta a España
Los principales datos de estas llegadas son los siguientes:
| Año  | Etapa | Categoría | Lugar de salida     | Distancia (km) | Vencedor de etapa | Maillot amarillo |
| ---- | ----- | --------- | ------------------- | -------------- | ----------------- | ---------------- |
| 1992 | 9     | E         | Viella y Medio Arán | 144            | Laudelino Cubino  | Jesús Montoya    |
| 1995 | 17    | E         | Salardú             | 179            | Laurent Jalabert  | Laurent Jalabert |

## Altimetría
La altimetría de la carretera de ascenso a la estación es la siguiente: